# Тлумак Юрій Андрійович
Юрій Андрійович Тлумак (нар. 11 липня 2002, Львів) — український футболіст, півзахисник «Рух» (Львів).

## Клубна кар'єра
Тлумак народився у Львові, та є вихованцем спортивної системи львівських «Карпат». Грав у молодіжних командах «левів» різних вікових категорій, в тому числі в молодіжній та юнацькій першості України.
Дебютував у складі першої команди «Карпат» 27 червня 2020 року, вийшовши на заміну на 75 хвилині замість Андро Гіоргадзе в матчі Прем'єр-ліги у дербі проти «Львова» .
Після вильоту «Карпат» з Прем'єр-ліги, у серпні 2020 року Тлумак у статусі вільного агента перейшов до київського «Динамо». Так і не зігравши у сезоні 22020/21 жодної гри за першу команду киян, у липні 2021 року перейшов на правах оренди в одеський «Чорноморець» разом із низкою інших молодих динамівців. 25 липня 2021 року дебютував за одеситів у чемпіонаті у грі проти чернігівської «Десни» і загалом за клуб до кінця року зіграв 13 ігор чемпіонату, забивши 1 гол, а також два матчі у національному кубку.
13 січня 2022 року офіційно перейшов до складу луганської «Зорі», але так за неї і не провів жодної гри через повномасштане вторгнення і скасування чемпіонату, а у наступному сезоні 2022/23 футболіст на правах оренди виступав за першолігові «Карпати» (Львів), провівши 9 матчів, у яких відзначився одним голом.
Влітку 2023 року Тлумак повернувся до «Зорі», але зіграв за неї лише одну гру, тому на початку 2024 року уклав півторарічну угоду з «Карпатами»

## Особисте життя
Його батько, Андрій Тлумак, також був футболістом, а по завершенні кар'єри став тренером. Молодший брат Максим (нар. 2008) тренується у спортивній школі «Карпат».